# US Koroki
El US Koroki es un equipo de fútbol de Togo que juega en el Campeonato nacional de Togo, la liga de fútbol más importante del país.

## Historia
Fue fundado en la ciudad de Tchamba, así como el club más importante de la ciudad. Es el único club de Tchamba que ha militado en el Campeonato nacional de Togo, aunque es más recordado por los problemas extracancha que por sus resultados en ella.
Han tenido varios problemas administrativos y de seguridad que incluso han hecho que les veten el estadio por falta de garantías a los aficionados y a los jugadores, por lo que la Federación Togolesa de Fútbol ha tenido que suspender al club en varias ocasiones.
En la temporada 2017/18 consigue ganar su primer título de liga, llegó también a la final de la Copa de Togo y ganó también la Supercopa de Togo.
A nivel internacional ha participado en un torneo continental, en la Liga de Campeones de la CAF 2018-19, donde fue eliminado en la ronda preliminar por el ASC Diaraf de Senegal.

## Palmarés
- Campeonato nacional de Togo: 1

2017/18
- Supercopa de Togo: 1

2018

## Participación en competiciones de la CAF
| Temporada | Torneo                      | Ronda      | Club       | Casa | Visita | Global      |
| --------- | --------------------------- | ---------- | ---------- | ---- | ------ | ----------- |
| 2018/19   | Liga de Campeones de la CAF | Preliminar | ASC Diaraf | 1-0  | 0-1    | 1-1 (2-4 p) |

## Jugadores

### Jugadores destacados
- Gafarou Nekere